# Menjamel de les Vanuatu
El menjamel de les Vanuatu (Glycifohia notabilis) és un ocell de la família dels melifàgids (Meliphagidae).

## Hàbitat i distribució
Habita els boscos de les illes Banks i Vanuatu.